# Frankie Genaro
Frankie Genaro (n. 26 august 1901, New York City, New York, SUA – d. 27 decembrie 1966, New York City, New York, SUA) a fost un boxer ce a reprezentat Statele Unite ale Americii, medaliat olimpic. A participat la o ediție a Jocurilor Olimpice (1920) în care a câștigat o medalie de aur.

## Participări
Lista de mai jos prezintă principalele competiții la care a participat Frankie Genaro de-a lungul carierei.
- boxing at the 1920 Summer Olympics – flyweight[*][4]